# Vallabha
Pour les articles homonymes, voir Acharya (homonymie).

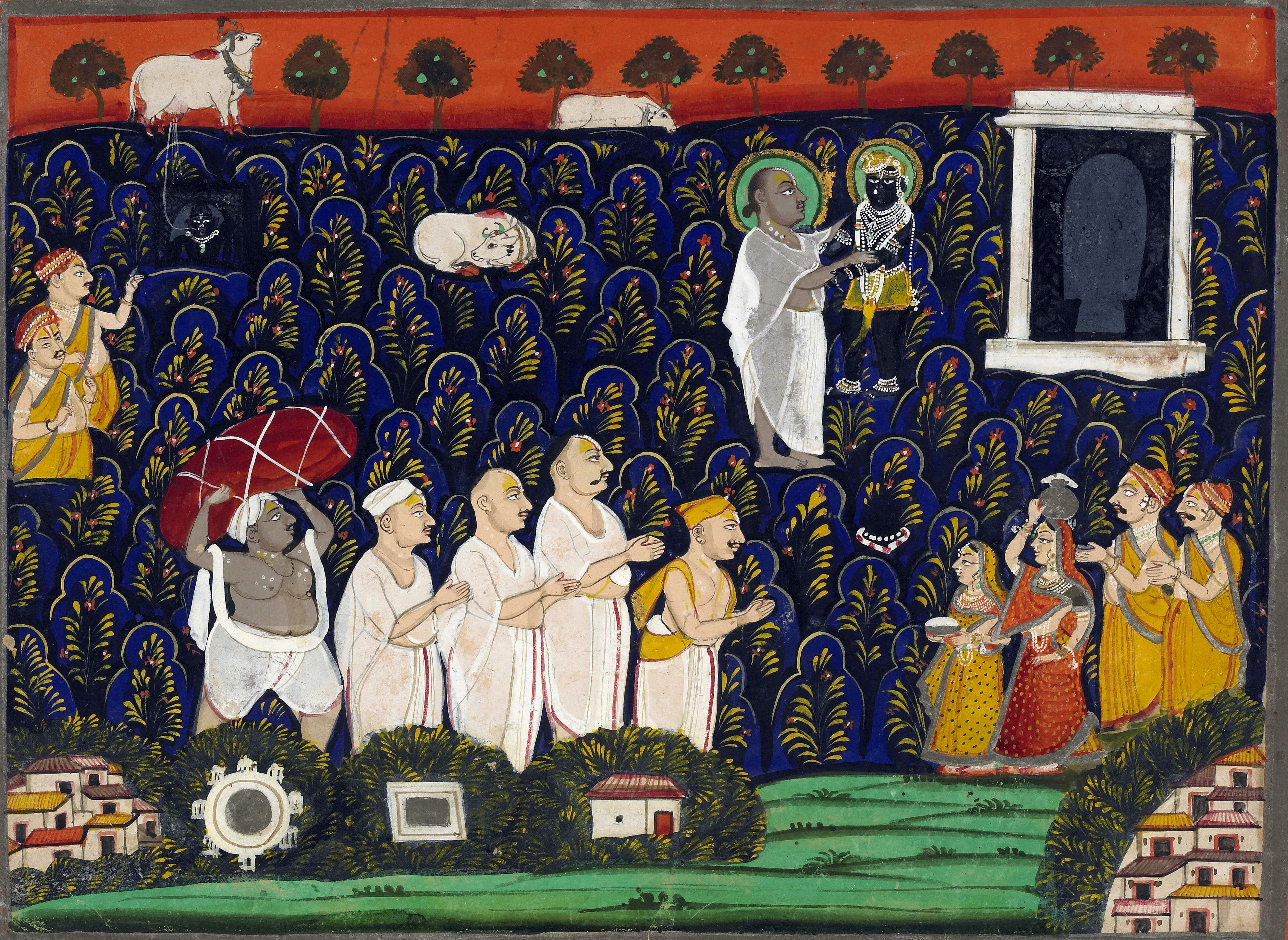
Vallabha Âcârya honorant une Murti (Forme) du Seigneur Krishna (Sri Nath).

Vallabha Ācārya ou Vallabhācārya (litt. « Maître bien-aimé ») (1481 - 1533) est un philosophe indien de la tradition philosophique astika d'obédience vaishnava. Il a établi le Shuddhadvaita (non-dualisme pur), une des écoles du Vedānta. Il est considéré comme le dernier des quatre grands Acharyas Vaishnava qui ont fondé différentes écoles de pensée fondées sur la philosophie vedântique associée à la bhakti, les trois autres étant Râmânujacharya, Madhvacharya et Nimbarkacharya.  
Il est connu comme l'auteur de seize sutras et a produit plusieurs commentaires sur le Bhagavata Purana, décrivant les nombreuses lilas (jeux divins) de l'avatar Krishna. Ami de Chaitanya, Sri Vallabhacharya représente le point culminant de la pensée philosophique médiévale de la bhakti vaishnava qu'il contribua à redynamiser. 

## Vallabhācārya et l'érotisme
L'érotisme, par le biais des figures mythologiques de Krishna et Râdhâ, est fort présent et célébré par Vallabha ; en effet, « pour les disciples de la doctrine de Vallabha, la sexualité a une connotation positive dans la mesure où sa finalité est d'atteindre la transcendance par le plaisir. »
Vallabha commenta ainsi le Bhâgavata-Purâna, où il loue les aventures amoureuses de Krishna pour Râdhâ, dans un sens tout autant physique que métaphysique.